# Lenzburg
Lenzburg è un comune svizzero di 10 179 abitanti nel distretto di Lenzburg (Canton Argovia), del quale è capoluogo; ha lo status di città.

## Geografia fisica
Lenzburg si trova sulle rive del fiume Aabach, all'estremità settentrionale della valle Seetal, a 30 chilometri a ovest di Zurigo. Il comune ha una superficie di 11,31 chilometri quadrati: 2,47 (21,8%) vengono utilizzati per scopi agricoli, 5,62 (49,6%) sono coperti da foreste, 3,2 (28,2%) sono edificati e  0,06 (0,5%) sono occupati da fiumi o laghi.
Nel centro abitato, gli edifici industriali costituiscono il 4,9% della superficie totale, mentre abitazioni e altri edifici costituiscono il 12,3% e le infrastrutture di trasporto costituiscono il 7,4%. I parchi, le aree verdi e i campi sportivi compongono l'1,7% del totale; fuori dal centro urbano, tutta l'area è ricoperta da foreste e da terreni agricoli, il cui il 15,2% è utilizzato.

## Storia

### Preistoria
Una tomba neolitica della cultura di Cortaillod è stata scoperta sul monte Goffersberg (vicino all'odierno castello di Lenzburg), risalente al 4300-3500 a.C.

### Età antica
Un teatro romano fu individuato durante la costruzione di un'autostrada, nel 1964: era parte di un piccolo insediamento di 500 abitanti, esistito per circa due secoli e poi abbandonato nel III secolo. Nel V-VI secolo un insediamento di Alemanni venne costruito nei pressi dell'attuale abitato.

### Età medievale

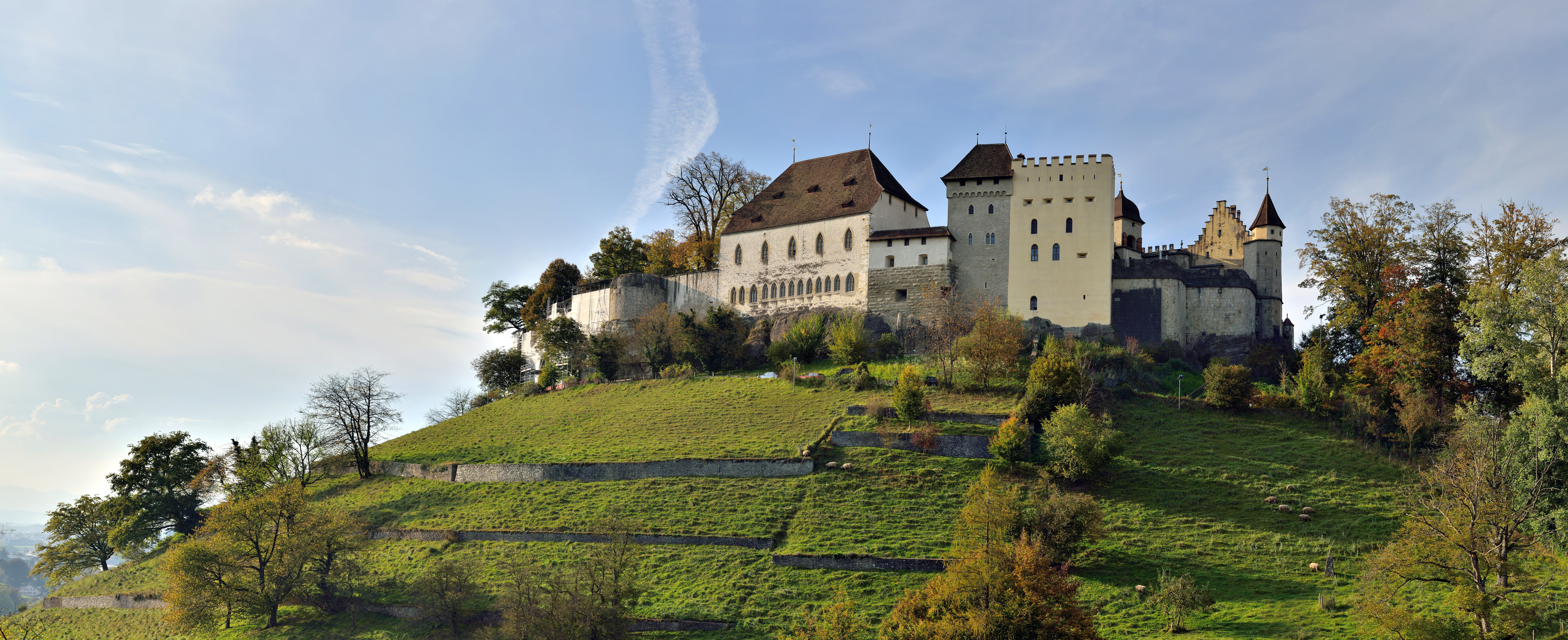
Il castello di Lenzburg

Nel 1036 il castello di Lenzburg venne indicato per la prima volta come sede del conti di Lenzburg, ma già nel 1173 non risultò più utilizzato e in seguito passò all'imperatore Federico Barbarossa. Nel periodo successivo è stato utilizzato principalmente dal casato dei Kyburg. Gli Asburgo acquisirono il castello nel 1273.
Nel 1306 Lenzburg ottenne i diritti municipali; fu conquistata da Berna nel 1415, insieme alla parte occidentale del Canton Argovia. Berna, sebbene non avesse revocato a Lenzburg i diritti municipali, nel 1433 acquistò il castello e lo utilizzò per governare la regione dal 1444 al 1798. Un grande incendio devastò il borgo nel 1491, risparmiando solo quindici case.

### Età moderna
La Riforma protestante si diffuse come in tutto il resto della regione nel 1528 e nel XVI secolo l'economia iniziò a trasformarsi lentamente da agraria a industriale. Nel XVIII secolo Lenzburg si sviluppò come centro mercantile e di lavorazione del cotone: una fabbrica tessile vi fu fondata nel 1732.

### Età contemporanea
Nel 1798 fu proclamata la Repubblica Elvetica: i signori di Berna furono spodestati e venne fondato il Canton Argovia. Lenzburg divenne il capoluogo dell'omonimo distretto nel 1803.
Nel 1830, una serie di incontri si sono svolti a Lenzburg per discutere della modifica della Costituzione cantonale. La modifica non riuscì e Johann Heinrich Fischer da Merenschwand sollevò una milizia per costringere il governo a cambiare la Costituzione (Freiämtersturm). Il 6 dicembre 1830 le sue truppe marciarono su Lenzberg; i circa cento soldati governativi puntarono i loro fucili in posizione, ma il Freiämter Fischer corse verso di loro e i soldati governativi rinunciarono a sparare. Alle 18 la milizia entrò in città e il comandante delle truppe governative si arrese senza opporre resistenza.
Lenzburg divenne il centro economico della regione nella seconda metà del XIX secolo, ma il fallimento della Schweizerische Nationalbahn nel 1878 la portò sull'orlo della rovina economica poiché la città stessa è stata fortemente coinvolta nel finanziamento del progetto ferroviario che avrebbe dovuto collegare Singen (Hohentwiel), in Germania, con il lago di Ginevra.
Il castello passò di mano diverse volte tra il XIX e il XX secolo. Nel 1860 fu acquistato dal poeta tedesco Frank Wedekind, nel 1893 fu acquistato da alcuni statunitensi e rinnovato. Infine, nel 1956, fu acquistato dal Cantone e da allora è stato utilizzato per ospitare un museo.

## Monumenti e luoghi d'interesse
Lenzburg ospita nove siti classificati nell'Inventario dei beni culturali svizzeri d'importanza nazionale e regionale. Il principale di essi è il castello di Lenzburg, costruito nell'XI secolo su un insediamento preistorico e più volte ampliato negli anni. Oggi ospita il museo cantonale ed è il punto di riferimento indiscusso della città. Lenzburg è tra le più antiche e importanti città sede di un castello in Svizzera; si trova su una collina e è circa a circa 100 metri al di sopra del livello di città. Sopra la città sorge anche il Burghalde (Schlossgasse, 21). Altri due siti antichi, il Goffersberg (un cimitero neolitico) e il Lindfeld (un vicus romano, con teatro e cimitero) sono inclusi nella lista, così come la Müllerhaus (Bleicherain, 7), il municipio (Rathaus; Rathausgasse, 16), il Sonnenberg (Schlossgasse, 50), la prigione di Ziegeleiweg (13) e Villa Malaga (Schützenmattstrasse, 7).
La parte vecchia della città, ai piedi della collina, è a forma di U ed è in ottime condizioni. È costituita da una strada principale con due piste parallele e un'altra corsia. Solo alcune parti delle mura urbane sono state conservate e poste sotto tutela.

## Società

### Evoluzione demografica
Abitanti censiti

Al 31 dicembre 2015 Lenzburg aveva una popolazione di 9 170 abitanti. Nel decennio 1997-2007 la popolazione era cresciuta a un tasso del 6,3%. Nel 2008 a Lenzburg il 9,1% della popolazione era compresa tra 0 e 9 anni, il 10,5% tra 10 e 19 anni, il 15,4%  tra i 20 e i 29 anni, il 14,1%  tra i 30 e i 39 anni, il 15,5% tra i 40 e i 49 anni, il 12,7% tra 50 e 59 anni, il 9,7% tra i 60 e i 69 anni, il 7,6% tra i 70 e 79 anni, il 4,3% tra gli 80 e gli 89 anni e l'1,0% ha 90 anni e più.

### Etnie e minoranze straniere
Il 27,6% della popolazione è costituita da cittadini stranieri.

### Lingue e dialetti
La maggior parte della popolazione parla tedesco (78,0%); l'italiano è la seconda lingua più comune (8,7%) e l'albanese la terza (2,1%).

## Economia
Lenzburg è un importante centro economico, con oltre 600 imprese, di cui circa l'80% nel settore dei servizi. La maggior parte delle imprese sono piccole e medie imprese, ma un certo numero di aziende internazionali sono stabilite a Lenzburg, come la multinazionale ABB e l'impianto di lavorazione della carne Traitafina. Lenzburg ha una forza lavoro totale di circa 6 000 unità.
Nel 2007 Lenzburg il tasso di disoccupazione era del 2,43%. Nel 2005 nel settore primario erano impiegate 74 persone e 16 imprese, nel settore secondario 2 160 persone e 95 imprese e nel settore terziario 4 014 persone e 453 imprese. Nel 2000 3 956 lavoratori vivevano nel comune; di questi, 2 546 (circa il 64,4% dei residenti) lavorava fuori Lenzburg, mentre 4 768 persone del circondario si recavano nel comune per il lavoro. C'era un totale di 6 178 posti di lavoro (di almeno 6 ore alla settimana) nel comune. Della popolazione attiva, il 19,8% utilizza mezzi pubblici.

## Infrastrutture e trasporti
Il 23 giugno 1874 fu collegata alla ferrovia Aargauische Südbahn. Il 6 settembre 1877 la Schweizerische Nationalbahn aprì la linea Zofingen-Wettingen come parte di un progetto per collegare Singen (Hohentwiel), in Germania, con il lago di Ginevra in concorrenza con le imprese ferroviarie. La società fallì nel 1878 e il progetto fu ripreso dalla Schweizerische Nordostbahn. Dal 1883 Lenzburg è servita anche dalla Seetalbahn, di cui è il capolinea.